# Họ Cá đá
Họ Cá đá hay họ Cá mao mặt quỷ, tên khoa học Synanceiidae, là một họ cá theo truyền thống xếp trong bộ Cá mù làn (Scorpaeniformes), nhưng gần đây được một số tác giả xếp trong bộ Cá vược (Perciformes), được tìm thấy tại Ấn Độ Dương - Thái Bình Dương. Chúng chủ yếu là cá biển, mặc dù một số loài được biết là sống ở vùng nước ngọt hoặc nước lợ. Các loài khác nhau của họ này được gọi không chính thức như cá đá, cá mao tiên, cá mao quỷ, cá mặt quỷ. Chi điển hình của họ này là Synanceia Bloch & Schneider, 1801. Họ này đôi khi được đặt trong họ Scorpaenidae như là phân họ Synanceiinae. Loài điển hình của họ này là cá mặt quỷ (Synanceia verrucosa).

## Phân loại
Họ này bao gồm 36 loài phân bố trong 9 chi như sau:
- Choridactylus: 4 loài.
- Dampierosa: 1 loài (Dampierosa daruma).
- Erosa: 1 loài (Erosa erosa).
- Inimicus: 10 loài.
- Leptosynanceia: 1 loài (Leptosynanceia asteroblepa).
- Minous: 12 loài.
- Pseudosynanceia: 1 loài (Pseudosynanceia melanostigma).
- Synanceia: 5 loài.
- Trachicephalus: 1 loài (Trachicephalus uranoscopus).

## Hình ảnh

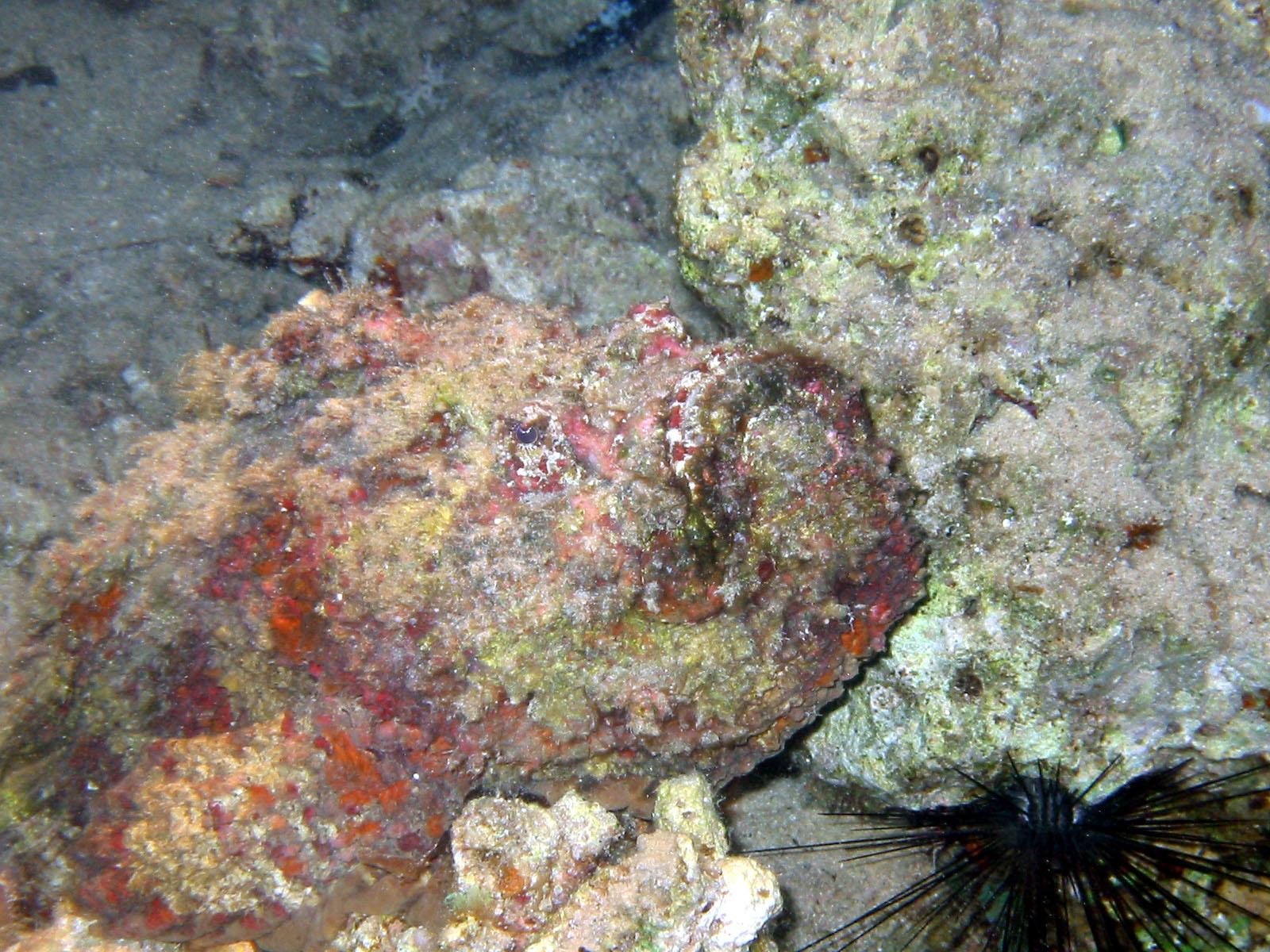
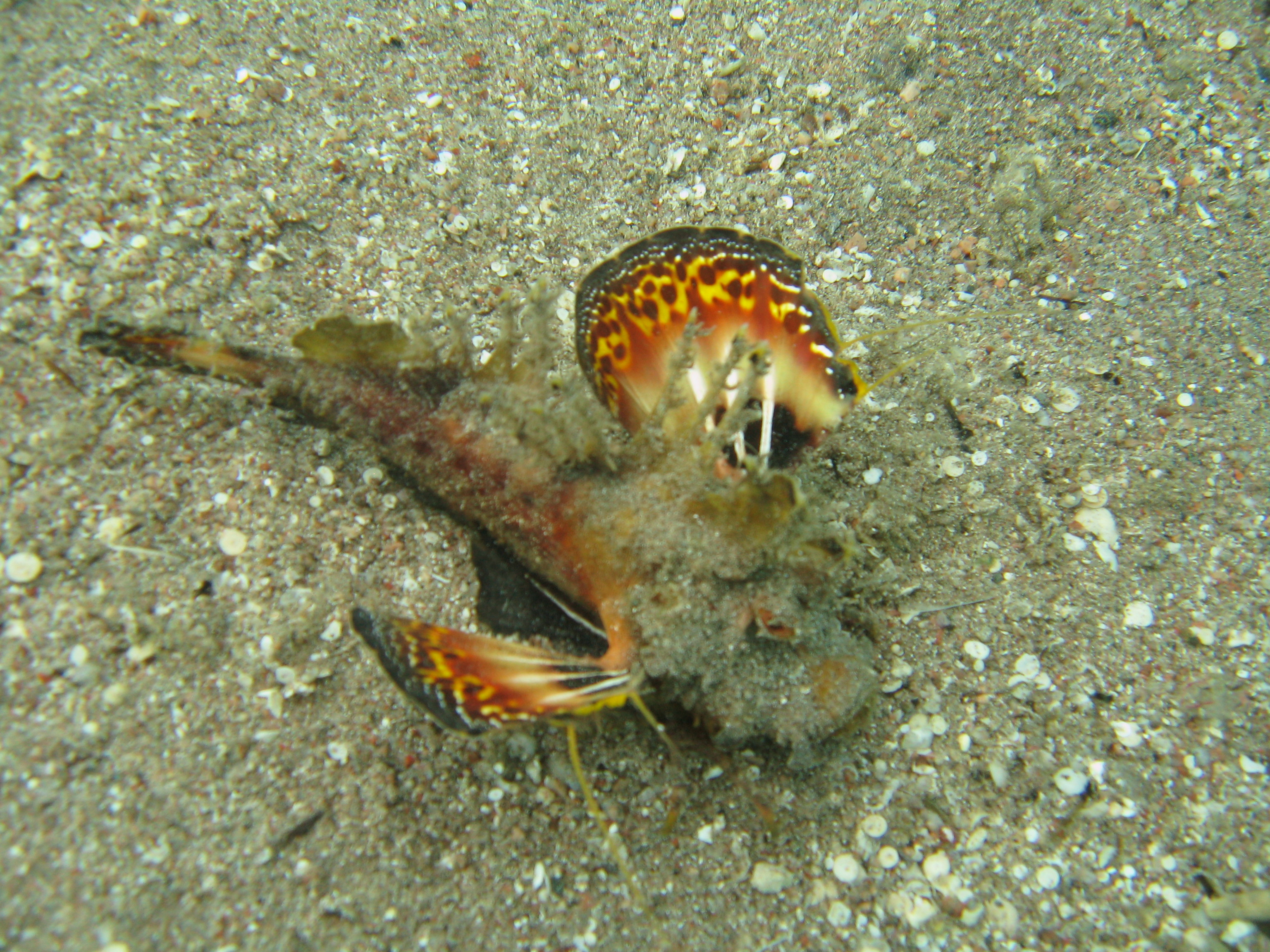
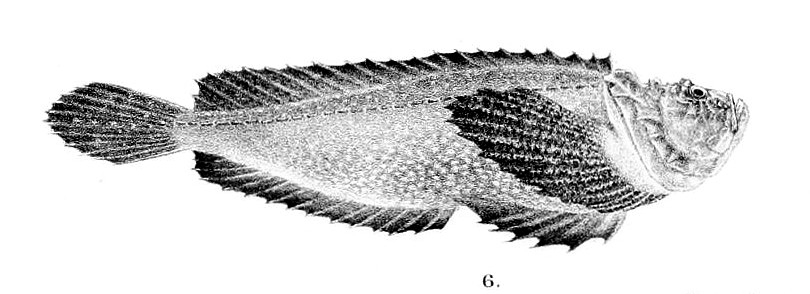
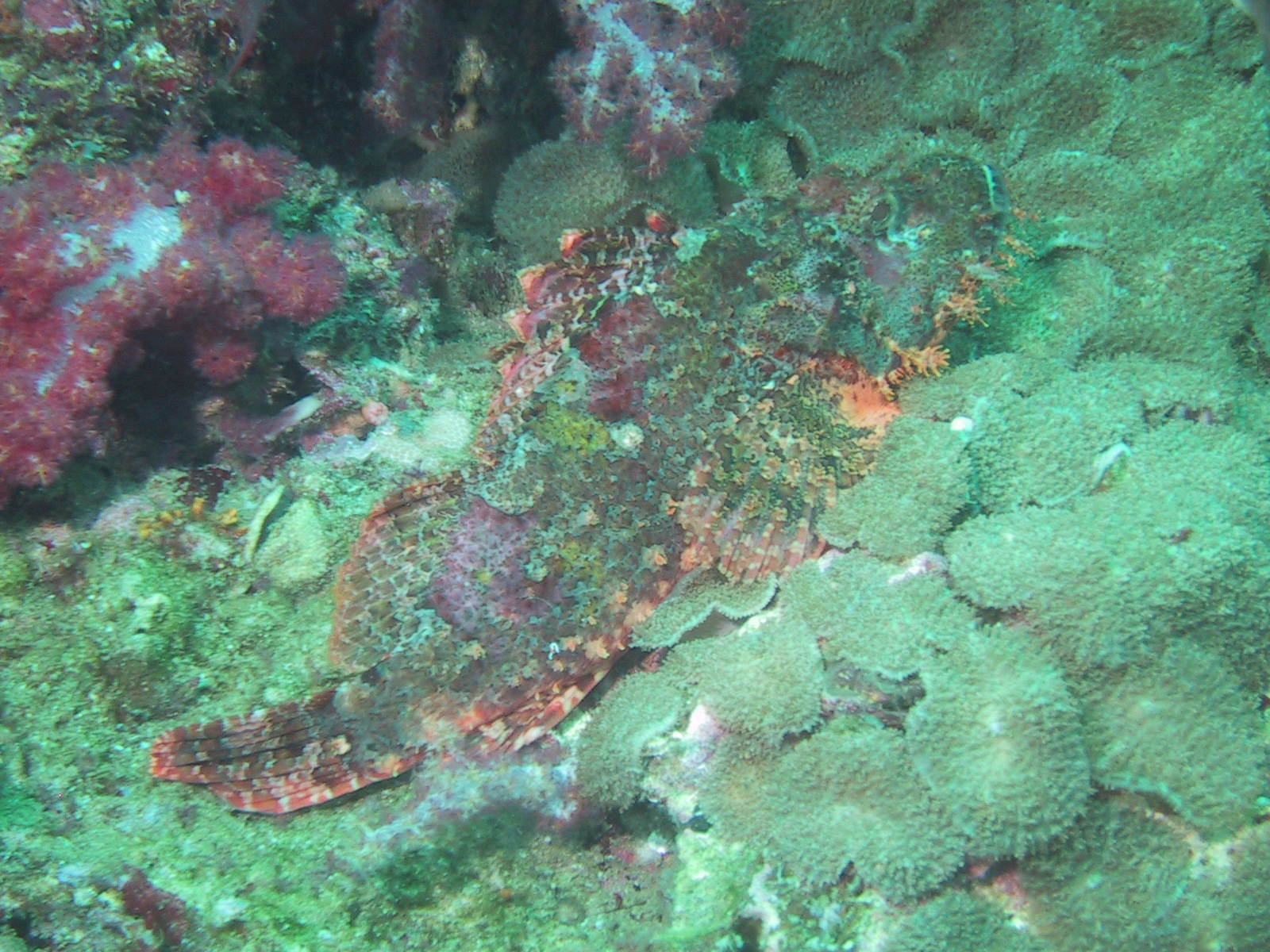